# Макгрегор, Кэтрин
Кэтрин Макгрегор (англ. Katherine MacGregor; 12 января 1925, Глендейл, Калифорния — 13 ноября 2018, Вудленд-Хиллз, Калифорния) — американская танцовщица, актриса театра, кино и телевидения. Наиболее запомнилась зрителю исполнением роли Харриет Олесон в мыльной опере «Маленький домик в прериях» (появилась в 152 эпизодах за девять лет). Настоящее имя — Дорли Дин Макгрегор, также широко известна под сценическим именем Скотти Макгрегор.

## Биография
Дорли Дин Макгрегор родилась 12 января 1925 года в городе Глендейл (штат Калифорния, США). Отчима звали Ральф С. Макгрегор, он был железнодорожным рабочим; мать звали Беатрис И. Уиллард, она была домохозяйкой. Будучи ребёнком переехала с семьёй в город Форт-Коллинс (штат Колорадо), где девочка провела своё детство и юность. В 1947 году она окончила Северо-Западный университет по специальности «драматургия» и переехала в Нью-Йорк в 1949 году. Устроилась на работу инструктором по танцам в Танцевальную студию Артура Мюррея. Макгрегор изучала актёрское мастерство у таких знаменитостей как Н. Ричард Нэш, Сэнфорд Майснер и Стелла Адлер. Начала играть в летних театрах, а в 1952 году дебютировала на Бродвее. Став актрисой, взяла себе сценическое имя Скотти Макгрегор (англ. Scottie MacGregor), и была довольно широко известна под ним как на театральных афишах, так и в титрах телесериалов. В 1974 году по неизвестной причине отказалась от этого псевдонима, сменив его на Кэтрин Макгрегор.
С 1951 года начала сниматься в телесериалах, с 1954 года — в кинофильмах, но как теле- и киноактриса особой известности не добилась (сама Макгрегор сказала об этом так: «Я привыкла исполнять пикантные партии на сцене… Они [продюсеры] не знали, что со мной делать»). С 1951 по 1974 год Макгрегор появилась в тринадцати эпизодах десяти телесериалов, трёх телефильмах и трёх кинофильмах (из них два раза без указания в титрах). Отдельно стои́т её последняя работа: на закате карьеры актриса сыграла продолжительную роль в мыльной опере «Маленький домик в прериях» (появилась в 152 эпизодах с 1974 по 1983 год). После того как сериал в 1983 году был завершён, Макгрегор больше не снималась, но изредка играла в небольших театрах. Она посвятила себя изучению индуизма (именно он спас её от алкоголизма) и преподаванию актёрского мастерства детям в Wee Hollywood Vedanta Players, а в начале 2000-х годов окончательно удалилась на покой. В 2014 году она дала подробное интервью о своей жизни и карьере для книги Патрика Лубатьера «Воспоминания прерий».
Кэтрин Макгрегор скончалась 13 ноября 2018 года в «Сельском доме кинематографистов» в Вудленд-Хиллз (город Лос-Анджелес, штат Калифорния). Причина смерти озвучена не была, однако актрисе на момент смерти было 93 года.

### Личная жизнь
В 1949 году Макгрегор вышла замуж за довольно известного актёра и кастинг-директора по имени Берт Ремсен (1925—1999), однако уже в следующем году пара развелась.
Вторым её мужем стал некий Эдвард Джи Кей-Мартин, не имевший отношения к кинематографу и телевидению. Брак также продолжался год: заключён 3 августа 1969 года (невесте было 44 года, жениху — 30 лет), в октябре 1970 года последовал развод.
Детей ни от одного из браков у актрисы не было.

## Бродвейские работы
- 1952—1955 — Зуд седьмого года[англ.] / The Seven Year Itch[6] — Элейн
- 1958 — Пригоршня огня / Handful of Fire[10] — женщина[12]

## Избранная фильмография

### Широкий экран
- 1954 — В порту / On the Waterfront — подружка портового грузчика (в титрах не указана)
- 1970 — Студентки-сестрички[англ.] / The Student Nurses — мисс Босуэлл
- 1970 — Путешествующий палач[англ.] / The Traveling Executioner — Элис Торн (в титрах не указана)

### Телевидение
- 1954 — Мистер Пиперс[англ.] / Mister Peepers — Лора (в эпизоде Army Buddies)
- 1959 — Пьеса недели[англ.] / The Play of the Week — Мария (в эпизоде The Power and the Glory)
- 1961 — Круглый театр Армстронга[англ.] / Armstrong Circle Theatre — цыганка (в эпизоде The Fortune Tellers)
- 1963 — Ист-Сайд, Вест-Сайд[англ.] / East Side West Side — Грейс Моррисон (в эпизоде Go Fight City Hall)
- 1970—1971 — Менникс[англ.] / Mannix — медсестра (в 2 эпизодах[англ.])
- 1971 — Молодые адвокаты[англ.] / The Young Lawyers — миссис Брейди (в эпизоде The Bradbury War)
- 1972 — Критическое положение![англ.] / Emergency! — Мирна Скаддер (в эпизоде Musical Mania[англ.])
- 1972—1974 — Детектив Айронсайд[англ.] / Ironside — разные роли (в 3 эпизодах[англ.])
- 1973 — Все в семье / All in the Family — медсестра (в эпизоде Edith's Christmas Story[англ.])
- 1974—1983 — Маленький домик в прериях / Little House on the Prairie — Харриет Олесон, жена хозяина магазина[6] (в 152 эпизодах)